# 聖羅撒女子中學
聖羅撒英文中學（英文名：Santa Rosa de Lima English Secondary）創辦於1903年，為一所提供全日制課程的澳門學校，由澳門瑪利亞方濟各傳教修會管理。校址位於羅理基博士大馬路367號（英文部）。每年學校都會於校慶後舉辦開放日並設遊戲攤位和義賣（扣除開支後收益全數捐贈澳門明愛）。 學校的主保聖人為聖羅撒 和聖方濟各。該校為天主教女子中學，所以校風較為保守。提供City & Guilds English Language Qualifications，英國的普通教育文憑，倫敦商會和City & Guilds的會計科，商業英文和電腦的課程和考試。

## 歷史
1903年，瑪利亞方濟各傳教修會創辦了該校，校址位於澳門半島嘉辣堂街。最初只提供以葡文授課的小學課程。
1932年和1933年，學校分別增設了英文部和中文部。1935年起兼辦初中課程，並得到廣東省教育廳的批准。
七七事變後，因應大量難民由中國內地逃難至澳門，對高中學位的需求亦急升，校方遂於1940年增設高中課程，成為了現在的聖羅撒女子中學。
戰後，因應瑪利亞方濟各傳教修會對教育政策的調整，修會轄下的庇護十二世小學及曉明女子中學先後併入聖羅撒女子中學，
學生數目進一步上升。為了舒緩校舍的擠迫情況，英文部自1975年起遷往羅理基博士大馬路的新校址。
葡文部則因為收生不足，最終在1992年停辦。
1999年，位於中文部校舍的千禧堂建成。

## 班級
小一至中三一個年級平均有4個班，每班約32人
由中四開始分為4個班級，分別係Science, AC1, AC2, AC3

而在英文部
小一至中三分為4個班級，分別係faith, hope, charity and peace
,由中四開始4個班級就變成Science, AC1, AC2, AC3
,而中六就分為3個班級，分別係Science, AC1, AC2

## 學校設施
為進一步完善英文部校舍的設施，校方於2009在原有校舍旁邊加建了新大樓，新大樓和主樓連接

## 外部連結
- 聖羅撒女子中學中文部
- 聖羅撒英文中學